# Jan Doležal
Pour les articles homonymes, voir Dolezal.
Jan Doležal (né le 6 juin 1996 à Třebechovice pod Orebem) est un athlète tchèque, spécialiste des épreuves combinées.

## Carrière sportive
Il remporte la médaille de bronze de l'octathlon lors des Championnats du monde jeunesse 2013 à Donetsk. Il remporte le titre des Championnats d'Europe juniors à Eskilstuna avec un record personnel fixé à 7 929 points.
Sur décathlon sénior, son record est de 7 730 pts, obtenu à Kladno (Mestský Stadion Sletište) le 11 juin 2016. Le 16 juin 2017, Jan Doležal porte son record personnel à 8 033 points encore à Kladno. Lors des Championnats d’Europe 2018, il termine 8e avec un record personnel de 8 067 points.
Le 28 avril 2019, il porte son record personnel du décathlon à 8 117 points lors de la 32e édition du Multistars-Trofeo Zerneri Acciai à Lana.